# Interfaçage (astronautique)
Pour les articles homonymes, voir Interfaçage.
L'interfaçage, dans le domaine de l'astronautique, est l'action d'interfacer, de prendre les dispositions appropriées pour réaliser l'interface entre deux parties d'un système.
Le terme correspondant en anglais est to interface.

## Référence
Droit français : arrêté du 20 février 1995 relatif à la terminologie des sciences et techniques spatiales.